# Asemonea pallida
Asemonea pallida là một loài nhện trong họ Salticidae.
Loài này thuộc chi Asemonea. Asemonea pallida được Wanda Wesołowska miêu tả năm 2001.